# Periscyphops brevicaudatus
Periscyphops brevicaudatus är en kräftdjursart som beskrevs av Richardson1907. Periscyphops brevicaudatus ingår i släktet Periscyphops och familjen Eubelidae. Inga underarter finns listade i Catalogue of Life.